# Pentangle
I Pentangle sono un gruppo musicale britannico che ha proposto una innovativa miscela di folk, jazz e blues. Il nome, che significa "stella a cinque punte", indica i cinque membri della formazione originale che ha suonato tra il 1968 e il 1972, contendendosi il titolo di più grande folk rock band britannica con i Fairport Convention. 
Nella filosofia della band, così come in un pentagono ogni lato è indispensabile, altrettanto ogni suo membro apportava un fondamentale contribuito alla musica del gruppo; inoltre considerava il pentagramma un simbolo mistico rappresentato, tra l'altro, sullo scudo di Sir Gawain nel poema medievale Sir Gawain e il cavaliere verde, da cui Renbourn era affascinato.

## Storia del gruppo

### La formazione originale
Il gruppo originale viene fondato nel 1967. Ne fanno parte: John Renbourn (Londra, 8 agosto 1944 - Hawick, 26 marzo 2015) e Bert Jansch (Glasgow, 3 novembre 1943-Londra, 5 ottobre 2011), chitarristi che hanno già alcuni dischi alle spalle come solisti, oltre a uno insieme (Bert & John). C'è poi Jacqui McShee (cantante folk con una certa fama, che ha già collaborato con Renbourn), Danny Thompson e Terry Cox, rispettivamente contrabbassista e batterista, provenienti dal gruppo Alexis Korner's Blues Incorporated e di formazione jazz.
Nel 1968, pubblicano il primo album, The Pentangle. Sebbene siano tutti molto giovani, riescono a miscelare in modo unico le loro già eccelse capacità musicali. C'è il jazz di Bells, Pentangling e Waltz, il blues di Hear My Call e Way Behind the Sun, e il folk dei tradizionali Bruton Town (ballata che canta la gelosia di due fratelli per la sorella) e Let No Man Steal Your Thyme ("non lasciare che un uomo rubi il tuo timo", con un gioco di parola tra timo e time, tempo).
Alla fine dello stesso anno esce invece Sweet Child, un album doppio contenente un disco live registrato alla Royal Albert Hall di Londra e uno in studio. Ancora una splendida dimostrazione di come i membri dei Pentangle sappiano fondere i loro diversi background musicali in uno stile unico: c'è l'omaggio al bassista jazz Charles Mingus (Haitian Fight Song e Goodbye Pork-pie Hat), ci sono gli spiritual (No More My Lord) e il Delta blues della regione del delta del Mississippi  (Turn Your Money Green e I've Got a Feeling), folk britannico (di nuovo Bruton Town, Sovay, The Trees They Do Grow High, So Early in the Spring, solo voce, come venivano eseguite tradizionalmente le ballate), il duetto chitarristico di No Exit, Three Part Thing, musica colta nelle Three Dances, di cui la seconda è La Rotta, danza italiana del XIV secolo.
Nel 1969, sfornano quello che sarà il disco di maggior successo: Basket of Light. Il singolo Light Flight è un vero e proprio volo musicale: un tempo composto, tipico del jazz, 5/8 e 7/8 alternati a un 6/4. La canzone ha notevole successo, oltre che per la sua straordinaria bellezza, anche grazie alla trasmissione Take Three Girls della televisione inglese, per la quale fu scelta come sigla. Meno importanti gli spunti jazz, prevalgono le ballate: Once I Had a Sweetheart e Hunting Song, ispirata alle leggende di Re Artù. C'è poi il blues di Train Song.
Il 1970 è l'anno di Cruel Sister, che riprende la musica tradizionale inglese e americana, ma con l'approccio proprio del gruppo. La ballata britannica Jack Orion viene riletta con una lunga improvvisazione jazz. Non si può parlare di jazz, di folk rock, di blues: il disco trascende ogni definizione musicale. La sessione ritmica è puro swing, le voci di McShee e Jansch si alternano e rincorrono, il sitar e il dulcimer di Renbourn fanno da contrappunto alle chitarre di Jansch. In questo album fanno la comparsa per la prima volta nella produzione dei Pentangle le chitarre elettriche.
Nel 1971, esce Reflection. Brano d'apertura è Wedding Dress, riproposta in seguito da Frank Zappa nel suo The Lost Episodes.
Nel 1972, pubblicano Solomon's Seal, il loro sesto e ultimo album: il gruppo si scioglie nell'anno successivo, ha prodotto 6 album in 5 anni. Thompson suona con John Martyn. Cox diventa turnista con il cantante francese Charles Aznavour, mentre Jansch riprende la sua attività solista.

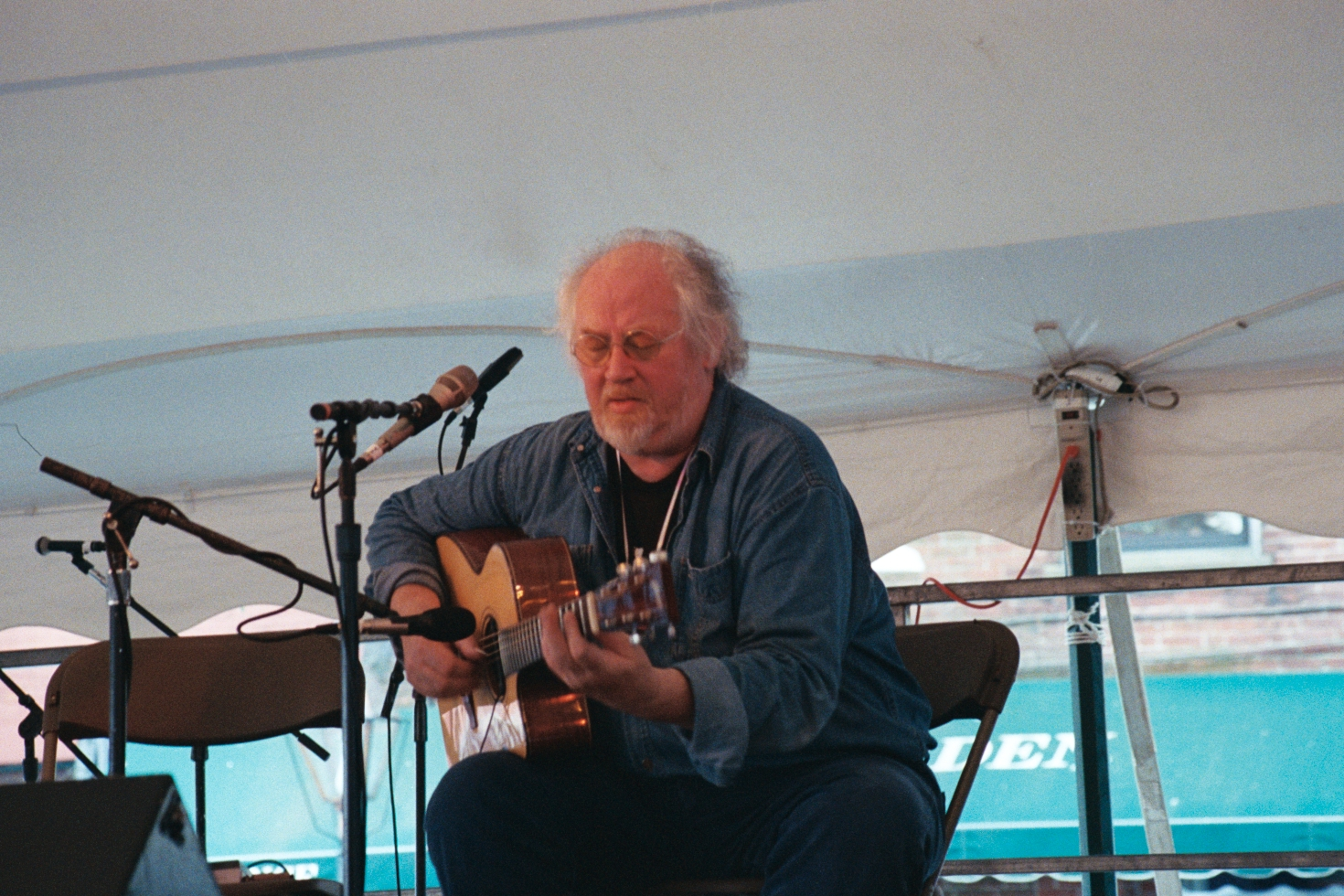
John Renbourn in concerto alla Summerfest di New Bedford nel Massachusetts del 2005

### John Renbourn Group
Nel 1974, Renbourn e McShee rifondano il gruppo. Nel 1977 pubblicano A Maid in Bedlam. Nel 1980 esce The Enchanted Garden: il gruppo esplora nuovi territori musicali, con l'aggiunta dei fiati e di influenze orientali, come nell'indianeggiante Sidi Brahim.

### Pentangle 1983-1995
Nel 1983, è Jansch a riformare i Pentangle, riuscendo a radunare McShee, Cox, Thompson e Renbourn per un tour in Europa e Australia. Renbourn viene poi sostituito dal chitarrista e violinista Mike Piggott per le registrazioni dell'album Open the Door (1984).
Nel 1985 a McShee, Jansch, Cox e Piggott si aggiunge il bassista Nigel Portman-Smith per le registrazioni di In the Round.

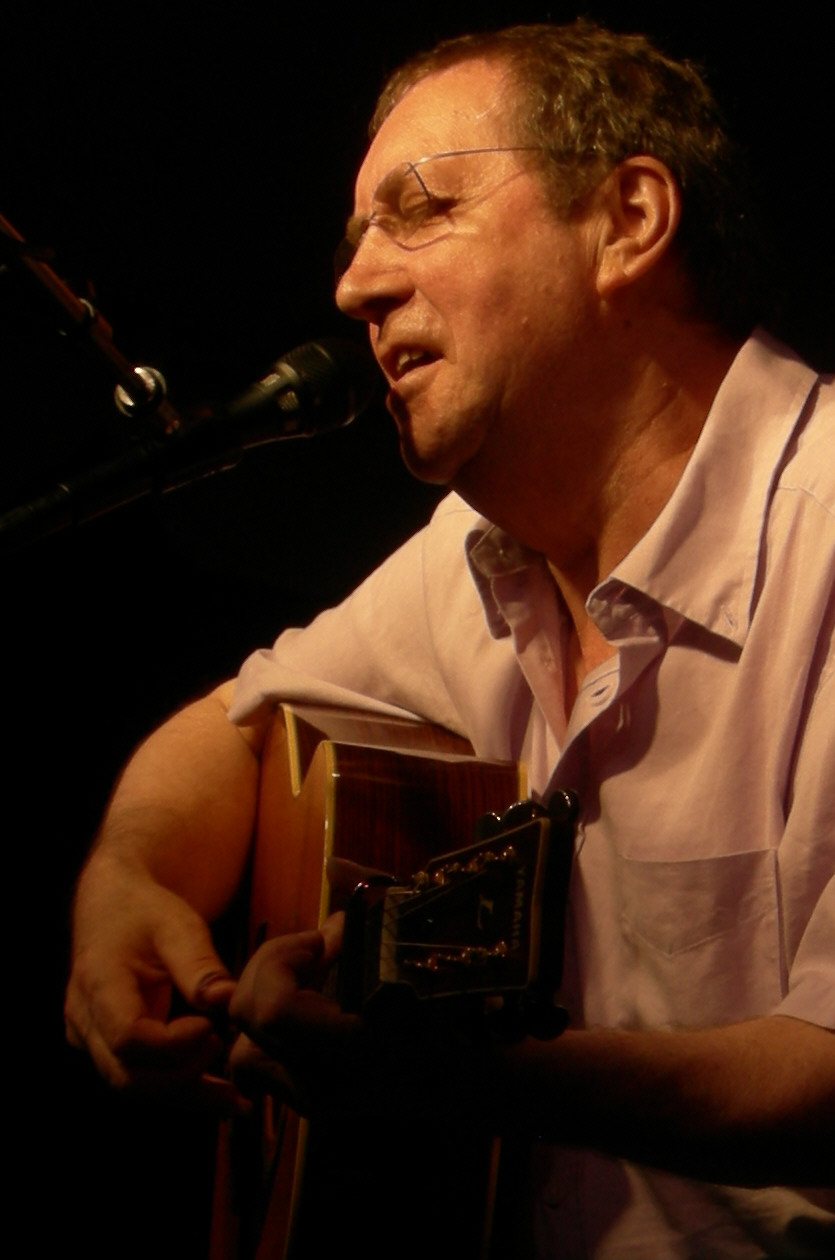
Bert Jansch in concerto nel 2007 a Seattle

Nell'anno successivo ancora dei cambi nella formazione, rimangono solo Jansch e McShee degli originali Pentangle, più Portman-Smith, il chitarrista-mandolinista Rod Clements (già bassista dei Lindisfarne) e il batterista Gerry Conway (che ha collaborato in passato con Cat Stevens). Questa formazione incide nel 1990 So Early in the Spring.
Peter Kirtley sostituisce poi alla chitarra Rod Clements: questa line-up continua con le registrazioni: nel 1991 esce Think of Tomorrow, nel 1993 One More Road, nel 1994 un live in Germania (Pentangle Live '94).

### Jacqui McShee's Pentangle
L'ultima formazione dei Pentangle è incarnata dalla sola cantante Jacqui McShee. Nel 1995, pubblica About Thyme a nome Jacqui McShee, Gerry Conway e Spencer Cozens ai fiati. Tra gli ospiti compare Piggott al violino. Il trio McShee, Conway e Cozens prende il nome di Jacqui McShee's Pentangle, gruppo che pubblica Passe Avant (1999) e Feoffees' Land (2005).

### Reunion 2008
Nel 2008, a quarant'anni esatti dal concerto alla Royal Albert Hall di Londra del 1968, i membri della formazione classica si riuniscono per una serie di concerti, alla Royal Albert Hall (il 29 giugno) e in altri teatri di Londra e della Gran Bretagna, dove sono riproposti gran parte dei brani classici della formazione. A distanza di qualche anno, nel 2016, viene pubblicato un doppio album che raccoglie le registrazioni dal vivo di quei concerti, e che celebra i due chitarristi scomparsi del gruppo, Finale.

## Stile musicale
Tra i rappresentanti più prestigiosi del recupero delle tradizioni folcloriche britanniche in chiave moderna, grazie al retroterra musicale dei suoi strumentisti i Pentangle seppero mescolare nelle loro sonorità un’ampia gamma di generi e stili. Dei due chitarristi, Bert Jansch era incline a un folk di matrice barocca, John Renbourn si indirizzava anche a musiche d’oltreoceano, dedicandosi al delta blues e al country americano, Danny Thompson e Terry Cox fornivano al sound un aroma e uno swing di impronta jazz in cui si inseriva per l’interpretazione di ballate popolari o di spiritual la versatile cantante Jacqui McShee; in un impasto dove erano ritrovabili jazz, blues, spiritual, folk britannico, musica rinascimentale e barocca.

## Formazione classica
- John Renbourn - chitarra, voce, sitar, dulcimer
- Terry Cox - batteria, glockenspiel
- Bert Jansch - chitarra, voce
- Jacqui McShee - voce
- Danny Thompson - contrabbasso

## Discografia

### Pentangle
- 1968 - The Pentangle (Transatlantic Records)
- 1968 - Sweet Child (Transatlantic Records)
- 1969 - Basket of Light (Transatlantic Records)
- 1970 - Cruel Sister (Transatlantic Records)
- 1971 - Reflection (Transatlantic Records)
- 1972 - Solomon's Seal (Reprise Records)
- 1995 - Live at the BBC (Band of Joy/Windsong Records)
- 1998 - On Air (Strange Fruit Records) riedizione di Live at the BBC

### Pentangle 1983-1995
- 1985 - Open the Door (Spindrift Records)
- 1986 - In the Round (Spindrift Records)
- 1989 - So Early in the Spring (Plane Records)
- 1991 - Think of Tomorrow (Permanent Records)
- 1993 - One More Road (Permanent Records)
- 1994 - Live 1994 (Hypertension Records) pubblicato nel 1995

### Jacqui McShee's Pentangle
- 1995 - About Thyme (Hypertension Records)
- 1999 - Passe Avant (Park Records)
- 2000 - At the Little Theatre (Park Records)
- 2005 - Feoffees' Land (GJS Records)

### Reunion
- 2016 - Finale (Topic Records)